# Жери, Альфред
Альфре́д Жери́ (фр. Alfred Gehri; 28 марта 1895, Морж — 8 января 1972, Морж) — швейцарский драматург, сценарист и кинорежиссёр
.

## Биография
Альфред Жери родился в Морже 28 марта 1895 года.
Изучал торговое дело в своём родном городе, затем участвовал в Первой мировой войне. После войны обосновался в Берлине, откуда слал корреспонденции о делах немецкого кинематографа в выходивший в Лозанне журнал Revue suisse du cinéma.
В 1921 г. дебютировал в кино как сценарист и режиссёр фильмом «Погибшее детство» (фр. L’Enfance qui meurt) — основанной на документальном материале ленте о голоде в Поволжье, частично профинансированной швейцарским отделением Красного креста; вместе с исполнительницей главной роли Марион Дорес гастролировал со своим фильмом по Польше. В 1923 г. снял второй фильм, «Сатир из Буа-Жантиль» (фр. Le Satyre du Bois-Gentil), с дизайнером и декоратором Гастоном Фаравелем в главной роли. Вместе с Фаравелем и ещё несколькими партнёрами основал в Морже театральную труппу, поставившую спектакль по его собственной одноактной пьесе «Магазин похоронных принадлежностей» (фр. Le Magasin de pompes funèbres).

### Переезд в Париж
В середине 1920-х гг. Жери обосновался в Париже, выступал как журналист и прозаик, в 1929—1932 гг. был администратором театральной труппы Жоржа Питоева. На различных парижских сценах были поставлены полтора десятка его одноактных комедий, в том числе «Женитьба сиамских близнецов» (фр. Le Mariage des frères siamois; 1925), «Два старых друга» (фр. Deux vieux amis; 1931), «Женщина в маске» (фр. La Femme au masque; 1935) и особенно успешная «Центральное бюро идей» (фр. Le Bureau central des idées; 1937), которая, как отмечалось, помимо прочего послужила источником вдохновения для Жана Жироду при создании известной пьесы «Аполлон Беллакский».
Подлинную известность Жери принесла его первая трёхактная пьеса «Шестой этаж» (фр. 6e étage), впервые поставленная 11 марта 1937 года в Лозанне, но широкое внимание публики привлёкшая шесть месяцев спустя, после парижской премьеры. Считается, что за 30 лет эта пьеса была переведена на 25 языков и выдержала 15 000 представлений. Например, в СССР «Шестой этаж» стал первой пьесой, поставленной Георгием Товстоноговым после прихода в 1956 г. в Большой драматический театр. Жери выпустил впоследствии две пьесы-продолжения, а свою книгу воспоминаний озаглавил «Роман одной пьесы: Шестой этаж» (фр. Le Roman d’une pièce, 6e étage; 1947).

### Возвращение в Морж
В 1938 г. Жери вернулся в Морж. Он по-прежнему выступал с новыми пьесами, среди прочего в 1944 г. осуществил адаптацию для швейцарской сцены пьесы Николая Гоголя «Ревизор». В 1940 г. стал одним из соучредителей Общества франкоязычных драматургов Швейцарии, в 1947 г. был соучредителем швейцарской секции Общества драматургов и театральных композиторов в Париже и до 1969 г. возглавлял её.
Кавалер Ордена Почётного легиона (1947), почётный гражданин Моржа (1966).

### Смерть
Альфред Жери умер в Морже 8 января 1972 года в возрасте 75 лет.